# Economia organizacional
A economia organizacional (também conhecida como economia da organização) envolve o uso de lógica e métodos econômicos para compreender a existência, natureza, design e desempenho das organizações, especialmente as gerenciadas.  A economia organizacional preocupa-se principalmente com os obstáculos à coordenação de atividades dentro e entre organizações (empresas, alianças, instituições e mercado como um todo). 
Pertence à esfera da economia aplicada e da Nova Economia Institucional, focaliza sua investigação nas transações que ocorrem dentro de empresas individuais, contrapondo-se às transações que têm lugar no mercado mais amplo. Os economistas organizacionais analisam de que maneira os incentivos econômicos, as características institucionais e os custos de transação moldam as decisões internas nas empresas, bem como a estrutura e o desempenho de mercado dessas organizações. 
Nesse contexto, a economia organizacional abarca teorias provenientes de diversas correntes do pensamento econômico, abordando conceitos como a teoria da agência, economia dos custos de transação, teoria de contratos e direitos de propriedade, teorias da firma, estudos de gestão estratégica e teorias de empreendedorismo. A pesquisa e teorização nesse campo frequentemente incorporam insights, conceitos e métodos provenientes de disciplinas além da economia, tais como psicologia e sociologia.  Teóricos e contribuidores notáveis no campo da economia organizacional: Kenneth Flecha;  James Março; Herbert Simon;  Oliver Williamson;  Ronald Coase;  Bengt Holmstrom;  Oliver Hart;  Jean Tirole; José Stiglitz.   

## Área
A economia organizacional desempenha um papel crucial no desenvolvimento de políticas de gestão de recursos humanos, na determinação da estrutura organizacional de uma empresa, na análise de seu tamanho, escopo e limites, na definição de remuneração e incentivos apropriados, na avaliação de riscos empresariais e na tomada, análise e melhoria de decisões de gestão. Abordagens amplamente adotadas por economistas organizacionais incluem a Teoria da Agência, a Economia dos Custos de Transação e a perspectiva dos Direitos de Propriedade. A Teoria da Agência investiga as implicações das disparidades de informação entre proprietários, gerentes e funcionários. 
A Economia dos Custos de Transação se concentra no estudo do papel desempenhado pelos custos de transação, como os custos de informação, custos de negociação, custos de execução de contratos e investimentos específicos de relacionamento, na influência sobre a estrutura organizacional e as decisões empresariais. A abordagem dos Direitos de Propriedade examina a distribuição dos direitos de decisão com base na incompletude dos contratos dentro e entre organizações. A aplicação da economia organizacional não apenas revela as deficiências de uma abordagem de gestão atual, mas também oferece insights sobre como efetuar mudanças. Ao observar os subcampos que compõem esse método, é possível compreender as motivações e decisões que moldam as escolhas operacionais dentro de uma organização. 